# São Pedro de Solis
São Pedro de Solis é uma povoação portuguesa do Município de Mértola que foi sede da extinta Freguesia de São Pedro de Solis, freguesia que tinha 64,02 km² de área e 229 habitantes (2011), e, por isso, uma densidade populacional de 3,6 hab/km².
A Freguesia de São Pedro de Solis foi extinta (agregada) pela reorganização administrativa de 2013, tendo o seu território sido agregado ao das Freguesias de São Miguel do Pinheiro e de São Sebastião dos Carros para criar a Freguesia de São Miguel do Pinheiro, São Pedro de Solis e São Sebastião dos Carros.

## População
| População da freguesia de São Pedro de Solis (1864 – 2011) | População da freguesia de São Pedro de Solis (1864 – 2011) | População da freguesia de São Pedro de Solis (1864 – 2011) | População da freguesia de São Pedro de Solis (1864 – 2011) | População da freguesia de São Pedro de Solis (1864 – 2011) | População da freguesia de São Pedro de Solis (1864 – 2011) | População da freguesia de São Pedro de Solis (1864 – 2011) | População da freguesia de São Pedro de Solis (1864 – 2011) | População da freguesia de São Pedro de Solis (1864 – 2011) | População da freguesia de São Pedro de Solis (1864 – 2011) | População da freguesia de São Pedro de Solis (1864 – 2011) | População da freguesia de São Pedro de Solis (1864 – 2011) | População da freguesia de São Pedro de Solis (1864 – 2011) | População da freguesia de São Pedro de Solis (1864 – 2011) | População da freguesia de São Pedro de Solis (1864 – 2011) |
| ---------------------------------------------------------- | ---------------------------------------------------------- | ---------------------------------------------------------- | ---------------------------------------------------------- | ---------------------------------------------------------- | ---------------------------------------------------------- | ---------------------------------------------------------- | ---------------------------------------------------------- | ---------------------------------------------------------- | ---------------------------------------------------------- | ---------------------------------------------------------- | ---------------------------------------------------------- | ---------------------------------------------------------- | ---------------------------------------------------------- | ---------------------------------------------------------- |
| 1864                                                       | 1878                                                       | 1890                                                       | 1900                                                       | 1911                                                       | 1920                                                       | 1930                                                       | 1940                                                       | 1950                                                       | 1960                                                       | 1970                                                       | 1981                                                       | 1991                                                       | 2001                                                       | 2011                                                       |
| 1 256                                                      | 1 414                                                      | 1 483                                                      | 1 208                                                      | 1 414                                                      | 1 290                                                      | 1 372                                                      | 1 043                                                      | 995                                                        | 821                                                        | 638                                                        | 497                                                        | 377                                                        | 318                                                        | 229                                                        |

No censo de 1864 pertencia ao concelho de Almodôvar e figurava com a designação de Solis. Passou para o actual concelho (atual município) por decreto de 19/05/1877. Nos censos de 1911 a 1930 incluia a freguesia de São Bartolomeu de Via Glória. Pelo decreto lei nº 27.424, de 31/12/1936, os lugares que constituiam esta freguesia passaram para a freguesia de S. João dos Carros